# Olympische Sommerspiele 2024/Teilnehmer (Malaysia)
| Gelbes Symbol für Goldmedaillen mit stilisierten Olympischen Ringen | Graues Symbol für Silbermedaillen mit stilisierten Olympischen Ringen | Braundes Symbol für Bronzemedaillen mit stilisierten Olympischen Ringen |
| ------------------------------------------------------------------- | --------------------------------------------------------------------- | ----------------------------------------------------------------------- |
| —                                                                   | —                                                                     | 2                                                                       |

Malaysia nahm an den Olympischen Spielen 2024 vom 26. Juli bis zum 11. August 2024 in Paris mit 26 Athleten teil. Es war die insgesamt 17. Teilnahme an Olympischen Sommerspielen.

## Teilnehmer nach Sportarten

### Badminton
| Athleten                        | Wettbewerb | Gruppenphase                    | Gruppenphase              | Gruppenphase | Gruppenphase | Achtelfinale    | Achtelfinale       | Viertelfinale             | Viertelfinale             | Halbfinale         | Halbfinale                | Finale / Platz 3                 | Finale / Platz 3          | Rang   |
| Athleten                        | Wettbewerb | Gegner                          | Ergebnis                  | Punkte       | Rang         | Gegner          | Ergebnis           | Gegner                    | Ergebnis                  | Gegner             | Ergebnis                  | Gegner                           | Ergebnis                  | Rang   |
| ------------------------------- | ---------- | ------------------------------- | ------------------------- | ------------ | ------------ | --------------- | ------------------ | ------------------------- | ------------------------- | ------------------ | ------------------------- | -------------------------------- | ------------------------- | ------ |
| Frauen                          |            |                                 |                           |              |              |                 |                    |                           |                           |                    |                           |                                  |                           |        |
| Goh Jin Wei                     | Einzel     | Kim G.-e.                       | 1:2 (17:21, 22:20, 21:23) | 1            | 2            | ausgeschieden   | ausgeschieden      | ausgeschieden             | ausgeschieden             | ausgeschieden      | ausgeschieden             | ausgeschieden                    | ausgeschieden             | 14     |
| Goh Jin Wei                     | Einzel     | J. Scholtz                      | 2:0 (23:21, 21:11)        | 1            | 2            | ausgeschieden   | ausgeschieden      | ausgeschieden             | ausgeschieden             | ausgeschieden      | ausgeschieden             | ausgeschieden                    | ausgeschieden             | 14     |
| Pearly Tan Thinaah Muralitharan | Doppel     | Chen Q. / Jia Y.                | 0:2 (17:21, 20:22)        | 2            | 2            | —               | —                  | Kim S.-y. / Kong H.-y.    | 2:0 (21:13, 21:12)        | Chen Q. / Jia Y.   | 1:2 (12:21, 21:18, 15:21) | N. Matsuyama / C. Shida          | 0:2 (11:21, 11:21)        | 4      |
| Pearly Tan Thinaah Muralitharan | Doppel     | M. Matsumoto / W. Nagahara      | 2:1 (18:21, 21:15, 21:16) | 2            | 2            | —               | —                  | Kim S.-y. / Kong H.-y.    | 2:0 (21:13, 21:12)        | Chen Q. / Jia Y.   | 1:2 (12:21, 21:18, 15:21) | N. Matsuyama / C. Shida          | 0:2 (11:21, 11:21)        | 4      |
| Pearly Tan Thinaah Muralitharan | Doppel     | A. Rahayu / S. F. S. Ramadhanti | 2:0 (21:18, 21:9)         | 2            | 2            | —               | —                  | Kim S.-y. / Kong H.-y.    | 2:0 (21:13, 21:12)        | Chen Q. / Jia Y.   | 1:2 (12:21, 21:18, 15:21) | N. Matsuyama / C. Shida          | 0:2 (11:21, 11:21)        | 4      |
| Männer                          |            |                                 |                           |              |              |                 |                    |                           |                           |                    |                           |                                  |                           |        |
| Lee Zii Jia                     | Einzel     | V. Nettasinghe                  | 2:0 (21:14, 21:12)        | 2            | 1            | T. Junior Popov | 2:0 (21:13, 24:22) | A. Antonsen               | 2:0 (21:17, 21:15)        | K. Vitidsarn       | 0:2 (14:21, 15:21)        | L. Sen                           | 2:1 (13:21, 21:16, 21:11) | Bronze |
| Lee Zii Jia                     | Einzel     | P. Abián                        | 2:0 (21:10, 21:13)        | 2            | 1            | T. Junior Popov | 2:0 (21:13, 24:22) | A. Antonsen               | 2:0 (21:17, 21:15)        | K. Vitidsarn       | 0:2 (14:21, 15:21)        | L. Sen                           | 2:1 (13:21, 21:16, 21:11) | Bronze |
| Aaron Chia Soh Wooi Yik         | Doppel     | B. Lane / S. Vendy              | 2:1 (19:21, 21:16, 21:11) | 2            | 2            | —               | —                  | S. Rankireddy / C. Shetty | 2:1 (13:21, 21:14, 21:16) | Liang W. / Wang C. | 1:2 (19:21, 21:15, 17:21) | K. Astrup / A. Skaarup Rasmussen | 2:1 (16:21, 22:20, 21:19) | Bronze |
| Aaron Chia Soh Wooi Yik         | Doppel     | A. Dong / N. Yakura             | 2:0 (21:10, 21:15)        | 2            | 2            | —               | —                  | S. Rankireddy / C. Shetty | 2:1 (13:21, 21:14, 21:16) | Liang W. / Wang C. | 1:2 (19:21, 21:15, 17:21) | K. Astrup / A. Skaarup Rasmussen | 2:1 (16:21, 22:20, 21:19) | Bronze |
| Aaron Chia Soh Wooi Yik         | Doppel     | Liang W. / Wang C.              | 0:2 (22:24, 14:21)        | 2            | 2            | —               | —                  | S. Rankireddy / C. Shetty | 2:1 (13:21, 21:14, 21:16) | Liang W. / Wang C. | 1:2 (19:21, 21:15, 17:21) | K. Astrup / A. Skaarup Rasmussen | 2:1 (16:21, 22:20, 21:19) | Bronze |
| Mixed                           |            |                                 |                           |              |              |                 |                    |                           |                           |                    |                           |                                  |                           |        |
| Chen Tang Jie Toh Ee Wei        | Doppel     | T. Hee / Tan W. H.              | 2:0 (23:21, 21:12)        | 3            | 1            | —               | —                  | Kim W.-h. / Jeong N.-e.   | 0:2 (19:21, 14:21)        | ausgeschieden      | ausgeschieden             | ausgeschieden                    | ausgeschieden             | 5      |
| Chen Tang Jie Toh Ee Wei        | Doppel     | V. Chiu / J. Gai                | 2:0 (21:15, 24:22)        | 3            | 1            | —               | —                  | Kim W.-h. / Jeong N.-e.   | 0:2 (19:21, 14:21)        | ausgeschieden      | ausgeschieden             | ausgeschieden                    | ausgeschieden             | 5      |
| Chen Tang Jie Toh Ee Wei        | Doppel     | Feng Y. / Huang D.              | 2:1 (17:21, 21:15, 21:16) | 3            | 1            | —               | —                  | Kim W.-h. / Jeong N.-e.   | 0:2 (19:21, 14:21)        | ausgeschieden      | ausgeschieden             | ausgeschieden                    | ausgeschieden             | 5      |

### Bogenschießen
| Athleten                                    | Wettbewerb | Qualifikation | Qualifikation | 1. Runde      | 1. Runde | 2. Runde      | 2. Runde      | Achtelfinale  | Achtelfinale  | Viertelfinale | Viertelfinale | Halbfinale    | Halbfinale    | Finale / Platz 3 | Finale / Platz 3 | Rang |
| Athleten                                    | Wettbewerb | Ringe         | Rang          | Gegner        | Ergebnis | Gegner        | Ergebnis      | Gegner        | Ergebnis      | Gegner        | Ergebnis      | Gegner        | Ergebnis      | Gegner           | Ergebnis         | Rang |
| ------------------------------------------- | ---------- | ------------- | ------------- | ------------- | -------- | ------------- | ------------- | ------------- | ------------- | ------------- | ------------- | ------------- | ------------- | ---------------- | ---------------- | ---- |
| Frauen                                      |            |               |               |               |          |               |               |               |               |               |               |               |               |                  |                  |      |
| Nurul Fazil                                 | Einzel     | 622           | 60            | E. B. Gökkır  | 0:6      | ausgeschieden | ausgeschieden | ausgeschieden | ausgeschieden | ausgeschieden | ausgeschieden | ausgeschieden | ausgeschieden | ausgeschieden    | ausgeschieden    | 33   |
| Syaqiera Mashayikh                          | Einzel     | 663 PB        | 14            | A. Mîrca      | 6:0      | A. L. Caetano | 5:6           | ausgeschieden | ausgeschieden | ausgeschieden | ausgeschieden | ausgeschieden | ausgeschieden | ausgeschieden    | ausgeschieden    | 17   |
| Ariana Zairi                                | Einzel     | 633           | 50            | C. Rebagliati | 5:6      | ausgeschieden | ausgeschieden | ausgeschieden | ausgeschieden | ausgeschieden | ausgeschieden | ausgeschieden | ausgeschieden | ausgeschieden    | ausgeschieden    | 33   |
| Nurul Fazil Syaqiera Mashayikh Ariana Zairi | Mannschaft | 1918          | 10            | —             | —        | —             | —             | Indonesien    | 3:5           | ausgeschieden | ausgeschieden | ausgeschieden | ausgeschieden | ausgeschieden    | ausgeschieden    | 9    |

### Gewichtheben
| Athleten            | Wettbewerb       | Reißen  | Reißen | Stoßen  | Stoßen | Zweikampf | Zweikampf | Rang |
| Athleten            | Wettbewerb       | Gewicht | Rang   | Gewicht | Rang   | Gewicht   | Rang      | Rang |
| ------------------- | ---------------- | ------- | ------ | ------- | ------ | --------- | --------- | ---- |
| Männer              |                  |         |        |         |        |           |           |      |
| Mohamad Aniq Kasdan | Klasse bis 61 kg | 130 kg  | 4      | 167 kg  | 3      | 297 kg    | 4         | 4    |

### Golf
| Athleten   | Runde 1 | Runde 2 | Runde 3 | Runde 4 | Gesamt | Par | Rang |
| ---------- | ------- | ------- | ------- | ------- | ------ | --- | ---- |
| Frauen     |         |         |         |         |        |     |      |
| Ashley Lau | 72      | 77      | 79      | 78      | 306    | +18 | 55   |
| Männer     |         |         |         |         |        |     |      |
| Kyle Green | 74      | 69      | 69      | 69      | 281    | −3  | 33   |

### Leichtathletik
Laufen und Gehen
| Athleten         | Wettbewerb | Vorlauf | Vorlauf | Hoffnungslauf | Hoffnungslauf | Halbfinale    | Halbfinale    | Finale        | Finale        | Rang          |
| Athleten         | Wettbewerb | Zeit    | Rang    | Zeit          | Rang          | Zeit          | Rang          | Zeit          | Rang          | Rang          |
| ---------------- | ---------- | ------- | ------- | ------------- | ------------- | ------------- | ------------- | ------------- | ------------- | ------------- |
| Männer           |            |         |         |               |               |               |               |               |               |               |
| Muhd Azeem Fahmi | 100 m      | 10,42 s | 2       | 10,45 s       | 9             | ausgeschieden | ausgeschieden | ausgeschieden | ausgeschieden | ausgeschieden |

### Radsport

#### Bahn
| Athleten                     | Wettbewerb | Rang |
| ---------------------------- | ---------- | ---- |
| Frauen                       |            |      |
| Nurul Izzah Izzati Mohd Asri | Sprint     | 21   |
| Nurul Izzah Izzati Mohd Asri | Keirin     | 19   |
| Männer                       |            |      |
| Azizulhasni Awang            | Sprint     | 12   |
| Azizulhasni Awang            | Keirin     | DSQ  |
| Shah Firdaus Sahrom          | Sprint     | 23   |
| Shah Firdaus Sahrom          | Keirin     | 6    |

#### Straße
| Athleten                 | Wettbewerb    | Zeit | Rang |
| ------------------------ | ------------- | ---- | ---- |
| Frauen                   |               |      |      |
| Nur Aisyah Mohamad Zubir | Straßenrennen | DNF  | DNF  |

### Schießen
| Athleten       | Wettbewerb       | Qualifikation   | Qualifikation | Finale          | Finale        |
| Athleten       | Wettbewerb       | Ringe/ Scheiben | Rang          | Ringe/ Scheiben | Rang          |
| -------------- | ---------------- | --------------- | ------------- | --------------- | ------------- |
| Männer         |                  |                 |               |                 |               |
| Johnathan Wong | 10 m Luftpistole | 570             | 26            | ausgeschieden   | ausgeschieden |

### Schwimmen
| Athleten       | Wettbewerb     | Vorlauf     | Vorlauf | Halbfinale    | Halbfinale    | Finale        | Finale        | Rang |
| Athleten       | Wettbewerb     | Zeit        | Rang    | Zeit          | Rang          | Zeit          | Rang          | Rang |
| -------------- | -------------- | ----------- | ------- | ------------- | ------------- | ------------- | ------------- | ---- |
| Frauen         |                |             |         |               |               |               |               |      |
| Tan Rouxin     | 100 m Brust    | 1:12,50 min | 33      | ausgeschieden | ausgeschieden | ausgeschieden | ausgeschieden | 33   |
| Männer         |                |             |         |               |               |               |               |      |
| Khiew Hoe Yean | 400 m Freistil | 3:51,66 min | 27      | —             | —             | ausgeschieden | ausgeschieden | 27   |

### Segeln
| Athleten                  | Wettbewerb   | Qualifikation | Qualifikation | Medal Race    | Medal Race    | Punkte | Rang |
| Athleten                  | Wettbewerb   | Punkte        | Rang          | Punkte        | Rang          | Punkte | Rang |
| ------------------------- | ------------ | ------------- | ------------- | ------------- | ------------- | ------ | ---- |
| Frauen                    |              |               |               |               |               |        |      |
| Nur Shazrin Mohamad Latif | Laser Radial | 215           | 35            | ausgeschieden | ausgeschieden | 215    | 35   |
| Männer                    |              |               |               |               |               |        |      |
| Khairulnizam Mohd Afendy  | Laser        | 168           | 32            | ausgeschieden | ausgeschieden | 168    | 32   |

### Wasserspringen
| Athleten               | Wettbewerb        | Vorkampf | Vorkampf | Halbfinale    | Halbfinale    | Finale        | Finale        | Rang |
| Athleten               | Wettbewerb        | Punkte   | Rang     | Punkte        | Rang          | Punkte        | Rang          | Rang |
| ---------------------- | ----------------- | -------- | -------- | ------------- | ------------- | ------------- | ------------- | ---- |
| Frauen                 |                   |          |          |               |               |               |               |      |
| Nur Dhabitah Sabri     | Kunstspringen 3 m | 283,65   | 12       | 286,95        | 8             | 244,80        | 12            | 12   |
| Männer                 |                   |          |          |               |               |               |               |      |
| Bertrand Rhodict Lises | Turmspringen 10 m | 313,70   | 25       | ausgeschieden | ausgeschieden | ausgeschieden | ausgeschieden | 25   |